# SN 2010eo
SN 2010eo – supernowa odkryta 21 maja 2010 roku w galaktyce A135045+1926. W momencie odkrycia miała maksymalną jasność 17,60m.